# Leyton Orient Football Club 2014-2015
Questa voce raccoglie le informazioni riguardanti il Leyton Orient Football Club nelle competizioni ufficiali della stagione 2014-2015.

## Maglie e sponsor
| Casa | Trasferta |

## Rosa
| N. |                        | Ruolo | Calciatore      |
| -- | ---------------------- | ----- | --------------- |
| 1  | Inghilterra (bandiera) | P     | Adam Legzdins   |
| 2  | Inghilterra (bandiera) | D     | Elliott Omozusi |
| 3  | Inghilterra (bandiera) | D     | Gary Sawyer     |
| 4  | Francia (bandiera)     | D     | Romain Vincelot |
| 5  | Scozia (bandiera)      | D     | Scott Cuthbert  |
| 6  | Francia (bandiera)     | D     | Mathieu Baudry  |
| 7  | Inghilterra (bandiera) | C     | Dean Cox        |
| 8  | Galles (bandiera)      | C     | Lloyd James     |
| 9  | Giamaica (bandiera)    | A     | Kevin Lisbie    |
| 10 | Irlanda (bandiera)     | A     | Dave Mooney     |
| 11 | Giamaica (bandiera)    | C     | Jobi McAnuff    |
| 12 | Australia (bandiera)   | D     | Shane Lowry     |
| 14 | Inghilterra (bandiera) | A     | Shaun Batt      |
| 15 | Inghilterra (bandiera) | D     | Nathan Clarke   |

| N. |                        | Ruolo | Calciatore        |
| -- | ---------------------- | ----- | ----------------- |
| 16 | Inghilterra (bandiera) | C     | Harry Lee         |
| 18 | Zimbabwe (bandiera)    | C     | Bradley Pritchard |
| 19 | Inghilterra (bandiera) | C     | Scott Kashket     |
| 20 | Inghilterra (bandiera) | C     | Marvin Bartley    |
| 21 | Inghilterra (bandiera) | P     | Charlie Grainger  |
| 22 | Cipro (bandiera)       | D     | Andis Nikolaou    |
| 23 | Inghilterra (bandiera) | A     | Chris Dagnall     |
| 24 | Inghilterra (bandiera) | A     | Darius Henderson  |
| 27 | Inghilterra (bandiera) | A     | Jay Simpson       |
| 33 | Inghilterra (bandiera) | P     | Gary Woods        |
| 35 | Inghilterra (bandiera) | D     | Sam Ling          |
| 37 | Inghilterra (bandiera) | C     | Jake Burgess      |
| 60 | Australia (bandiera)   | P     | Alex Cisak        |

## Risultati

### Football League One
| Arbitro: | Bull |

|               |           |                   |
| Henderson 83’ | Marcatori | 7’ Boco 79’ Doyle |

| Arbitro: | Bond |

|           |           |                                     |
| Forte 16’ | Marcatori | 20’ Henderson 58’ Mooney 81’ Lisbie |

| Bristol 19 agosto 2014, ore 19:45 3ª giornata | Bristol City | 0 – 0 referto | Leyton Orient | Ashton Gate (11.692 spett.)\| Arbitro: \| Hooper \| |
| Arbitro:                                      | Hooper       |               |               |                                                     |

| Londra 23 agosto 2014, ore 15:00 4ª giornata | Leyton Orient | 0 – 0 referto | Walsall | Brisbane Road (4.400 spett.)\| Arbitro: \| Webb \| |
| Arbitro:                                     | Webb          |               |         |                                                    |

| Arbitro: | Clark |

|            |           |               |
| Dobbie 83’ | Marcatori | 34’ Henderson |

| Arbitro: | Berry |

|  |           |                             |
|  | Marcatori | 19’ Robinson 75’ Huntington |

| Arbitro: | Stroud |

|  |           |                    |
|  | Marcatori | 62’ Watt 73’ Sears |

| Arbitro: | Sutton |

|                   |           |                    |
| Ismail 25’ (rig.) | Marcatori | 51’ (rig.) Dagnall |

| Arbitro: | Ilderton |

|             |           |                         |
| Sparrow 49’ | Marcatori | 3’ Cuthbert 51’ McAnuff |

| Arbitro: | Sheldrake |

|                          |           |                           |
| McAnuff 13’ Vincelot 42’ | Marcatori | 4’, 66’ Done 48’ Vincenti |

| Arbitro: | Robinson |

|                 |           |                     |
| Henderson 90+5’ | Marcatori | 29’ Smith 47’ Byrne |

| Arbitro: | Haines |

|                            |           |                            |
| McCarthy 90’ McNulty 90+1’ | Marcatori | 38’ Simpson 90+9’ Vincelot |

| Londra 18 ottobre 2014, ore 15:00 13ª giornata | Leyton Orient | 0 – 0 referto | MK Dons | Brisbane Road (5.014 spett.)\| Arbitro: \| Horwood \| |
| Arbitro:                                       | Horwood       |               |         |                                                       |

| Arbitro: | Sarginson |

|  |           |                          |
|  | Marcatori | 2’ Simpson 62’ Henderson |

| Arbitro: | Collins |

|                                            |           |  |
| Yates 63’ Williamson 66’ Clarke 81’ (aut.) | Marcatori |  |

| Arbitro: | Simpson |

|                          |           |                  |
| Cuthbert 54’ Simpson 70’ | Marcatori | 35’, 90’ O'Brien |

| Arbitro: | Deadman |

|                               |           |                                   |
| Legge 55’, 74’ McDonald 90+7’ | Marcatori | 48’ (rig.) Plasmati 90+3’ Dagnall |

| Arbitro: | Martin |

|                                             |           |           |
| Plasmati 23’ Dagnall 35’ Cox 61’ Mooney 86’ | Marcatori | 70’ Grant |

| Arbitro: | Handley |

|                                |           |            |
| Knott 42’ Clarke 79’ Stead 81’ | Marcatori | 74’ Mooney |

| Arbitro: | Johnson |

|          |           |                       |
| Batt 39’ | Marcatori | 9’ McLean 47’ Oztumer |

| Arbitro: | Brown |

|                        |           |  |
| Hourihane 13’ Cole 38’ | Marcatori |  |

| Arbitro: | Gibbs |

|                                      |           |           |
| Cox 6’ Dagnall 19’, 90+5’ Mooney 88’ | Marcatori | 10’ Smith |

| Arbitro: | Malone |

|  |           |                                |
|  | Marcatori | 34’ Dagnall 62’ Lisbie 85’ Cox |

| Arbitro: | Kettle |

|  |           |                 |
|  | Marcatori | 21’, 32’ Hanson |

| Arbitro: | Graham |

|  |           |           |
|  | Marcatori | 46’ Evans |

| Arbitro: | Duncan |

|                                   |           |                       |
| Beckford 22’ Gallagher 68’ (rig.) | Marcatori | 5’ Mooney 78’ Dagnall |

| Arbitro: | Heywood |

|                       |           |  |
| Massey 14’ Gorkšs 47’ | Marcatori |  |

| Arbitro: | Williamson |

|                      |           |                                           |
| Henderson 68’ (rig.) | Marcatori | 13’ O'Neil 28’ McSheffrey 49’, 80’ Hopper |

| Arbitro: | Drysdale |

|               |           |  |
| Henderson 66’ | Marcatori |  |

| Arbitro: | Linington |

|  |           |            |
|  | Marcatori | 20’ Bajner |

| Arbitro: | Robinson |

|                                      |           |                            |
| O'Shea 19’ (rig.) Omozusi 54’ (aut.) | Marcatori | 35’, 70’ Mooney 90+11’ Cox |

| Arbitro: | Sheldrake |

|                                            |           |  |
| Dossena 3’ Mooney 25’ (rig.) Simpson 90+5’ | Marcatori |  |

| Arbitro: | Ilderton |

|  |           |                        |
|  | Marcatori | 56’ Hedges 59’ Dagnall |

| Arbitro: | Williamson |

|            |           |                                     |
| Dagnall 4’ | Marcatori | 12’ Freeman 21’ Flint 60’ Wilbraham |

| Arbitro: | Brown |

|            |           |  |
| Taylor 25’ | Marcatori |  |

| Arbitro: | D'Urso |

|                                  |           |  |
| Dagnall 2’ Hedges 7’ McAnuff 59’ | Marcatori |  |

| Londra 17 marzo 2015, ore 19:45 37ª giornata | Leyton Orient | 0 – 0 referto | Barnsley | Brisbane Road (4.017 spett.)\| Arbitro: \| Ward \| |
| Arbitro:                                     | Ward          |               |          |                                                    |

| Arbitro: | Davies |

|                |           |  |
| McLeod 33’ (p) | Marcatori |  |

| Arbitro: | Handley |

|                                              |           |              |
| Mooney 55’ (rig.) Collins 61’ (aut.) Cox 84’ | Marcatori | 28’ Birchall |

| Arbitro: | Bond |

|  |           |            |
|  | Marcatori | 78’ Wright |

| Arbitro: | Haywood |

|                                           |           |                                        |
| James 31’ (rig.) Henderson 67’ Wright 85’ | Marcatori | 35’ McGlashan 43’, 56’ (rig.) McDonald |

| Arbitro: | Whitestone |

|                 |           |               |
| Dalla Valle 10’ | Marcatori | 30’ Henderson |

| Arbitro: | Berry |

|  |           |           |
|  | Marcatori | 56’ Jones |

| Arbitro: | Kavanagh |

|                                                           |           |             |
| Bowditch 22’ Hall 24’, 37’, 59’ Grigg 29’ (rig.) Alli 81’ | Marcatori | 69’ Simpson |

| Arbitro: | Stockbridge |

|            |           |                |
| Baudry 71’ | Marcatori | 77’ Bob Harris |

| Arbitro: | Whitestone |

|                                 |           |                     |
| Rodgers 61’ Williams 86’ (rig.) | Marcatori | 40’ Cox 47’ Dagnall |

### Football League Cup
| Arbitro: | Boyeson |

|  |           |              |
|  | Marcatori | 87’ Vincelot |